# 古德休 (明尼蘇達州)
古德休（英語：Goodhue）是一個位於美國明尼蘇達州古德休縣的城市。

## 人口
根據2020年美國人口普查的數據，古德休的面積為2.85平方千米，當中陸地面積為2.85平方千米，而水域面積為0.00平方千米。當地共有人口1250人，而人口密度為每平方千米439人。